# Lucia Bramati
Lucia Bramati (Treviglio, 17 gennaio 2003) è una mountain biker e ciclocrossista italiana.

## Biografia
Il padre è Luca Bramati, anch'egli mountain biker e ciclocrossista attivo negli anni '90.

## Carriera
Nel 2017 ottenne il secondo posto al 3° CX del Brenta - ottava tappo del 38° Trofeo Triveneto di ciclocross nella categoria allieve con il miglior giro.
Nel gennaio 2022 ha partecipato ai Campionati del mondo di ciclocross 2022 a Fayetteville (USA) nella categoria Elite. In quell'occasione è stata selezionata per far parte della squadra italiana che ha provato la prima edizione della Staffetta mista (Team Relay), conquistando la prima posizione.
Nel novembre 2024 ha partecipato ai Campionati europei a Pontevedra in Spagna nella categoria femminile U23; anche qui ha preso parte alla staffetta, vincendo la medaglia d'oro.
Nel 2025 è stata convocata per la partecipazione al mondiale di ciclocross in Francia, a Liévin. Ha raggiunto la sedicesima posizione nella classifica generale di Coppa del Mondo. Nel luglio 2025 dopo aver conseguito il terzo posto assoluto a gli Internazionali d'Italia è convocata Campionati Europei di mtb a Melgago.